# Campeonato Panamericano de Clubes de 2000
El Campeonato Panamericano de Clubes de 2000 fue la séptima edición de este torneo. Se disputó del 25 al 29 de octubre en Montevideo, Uruguay.

## Primera fase

### Grupo A
| Equipo          | PJ | PG | PP | TF  | TC  | Pts |
| --------------- | -- | -- | -- | --- | --- | --- |
| Welcome         | 3  | 3  | 0  | 300 | 271 | 6   |
| Marathon Franca | 3  | 2  | 1  | 294 | 267 | 5   |
| Colosos         | 3  | 1  | 2  | 268 | 266 | 4   |
| Pueblo Nuevo    | 3  | 0  | 3  | 259 | 317 | 3   |

| 25 de octubre de 2000 | Marathon Franca | 112-87 | Pueblo Nuevo |  |  |

| 25 de octubre de 2000 | Welcome | 92-91 | Colosos |  |  |

| 26 de octubre de 2000 | Marathon Franca | 95-86 | Colosos |  |  |

| 26 de octubre de 2000 | Welcome | 114-93 | Pueblo Nuevo |  |  |

| 27 de octubre de 2000 | Colosos | 91-79 | Pueblo Nuevo |  |  |

| 27 de octubre de 2000 | Welcome | 94-87 | Marathon Franca |  |  |

### Grupo B
| Equipo        | PJ | PG | PP | TF  | TC  | Pts |
| ------------- | -- | -- | -- | --- | --- | --- |
| Aguada        | 3  | 2  | 1  | 258 | 250 | 5   |
| Estudiantes   | 3  | 2  | 1  | 279 | 256 | 5   |
| Mayas         | 3  | 1  | 2  | 278 | 304 | 4   |
| Vasco da Gama | 3  | 1  | 2  | 266 | 271 | 4   |

| 25 de octubre de 2000 | Estudiantes | 82-76 | Vasco da Gama |  |  |

| 25 de octubre de 2000 | Aguada | 90-77 | Mayas |  |  |

| 26 de octubre de 2000 | Vasco da Gama | 102-107 | Mayas |  |  |

| 26 de octubre de 2000 | Aguada | 86-85 | Estudiantes |  |  |

| 27 de octubre de 2000 | Estudiantes | 112-94 | Mayas |  |  |

| 27 de octubre de 2000 | Aguada | 82-88 | Vasco da Gama |  |  |

## Fase final

### Del 5 al 8
| 28 de octubre de 2000 | Pueblo Nuevo | 99-113 | Mayas |  |  |

| 28 de octubre de 2000 | Vasco da Gama | 93-88 | Colosos |  |  |

### Semifinales
| 28 de octubre de 2000 | Welcome | 102-104 | Estudiantes |  |  |

| 28 de octubre de 2000 | Aguada | 83-75 | Marathon Franca |  |  |

### Séptimo puesto
| 29 de octubre de 2000 | Colosos | 118-121 | Pueblo Nuevo |  |  |

### Quinto puesto
| 29 de octubre de 2000 | Vasco da Gama | 109-96 | Mayas |  |  |

### Tercer puesto
| 29 de octubre de 2000 | Welcome | 95-92 | Marathon Franca |  |  |

### Final
| 29 de octubre de 2000 | Aguada | 64-74 | Estudiantes |  |  |

| Bandera de Argentina |
| Campeón Estudiantes  |
| Primer título        |